# Риччителли, Примо
Панкра́цио При́мо Риччите́лли (итал. Pancrazio Primo Riccitelli; 9 августа 1875, Коньоли-ди-Кампли, Королевство Италия — 27 марта 1941, Джулианова, Королевство Италия) — итальянский композитор.

## Биография
Родился в Коньоли-ди-Кампли 9 августа 1875 года в многодетной семье Джузеппе Риччителли и Марии, урождённой Майароли. При рождении был назван в честь деда Панкрацио; имя Примо он принял впоследствии в качестве сценического. Воспитывался дядей-священником Карло Риччителли, готовившим его к принятию священного сана. Начальное музыкальное образование получил у Николы Дати, капельмейстера собора в Терамо. Подростком на старой спинете, которую ему подарили родственники, сочинял фортепианные и вокальные композиции. Отказавшись от возможности стать священником, покинул семинарию.
В начале января 1896 года был принят Пьетро Масканьи в консерваторию Пезаро, где преподавал ему гармонию в частном порядке. Сокурсником композитора был еще один известный оперный композитор Риккардо Дзандонаи.
Уважение к нему со стороны Пьетро Масканьи подтверждается выдачей автограф-диплома, который он потерял, и посредничеством, которое помогло ему начать сотрудничество с издательством Сондзоньо в Милане. По заказу этого издательства композитором была написана опера «Мадоннетта» на либретто Луиджи Иллики, действие которой разворачивается в Риме в эпоху Рисорджименто. Опера не была поставлена из-за различий во взглядах композитора и издательства. В 1911 году Риччителли написал оперу «Мария на горе», успешная премьера которой состоялась в конце оперного сезона в театре Каркано в Милане 8 июля 1916 года.
Участвовал в Первой мировой войне, с которой был демобилизован в 1919 году в звании младшего лейтенанта. В конце июня Пьетро Масканьи познакомил его с Аугусто Лаганой из Итальянской оперной труппы. Композитор получил заказ на оперу в одном действии на основе либретто Джоваккино Форцано, которой стала опера «Компаньяччи», действие которой разворачивает в средневековой Тоскане. Успешная премьера оперы состоялась в Римском оперном театре 10 апреля 1923 года. 15 ноября того же года, на открытии сезона, она была поставлена в театре Ла Скала в Милане, а 2 декабря 1923 года в Метрополитен опера в Нью-Йорке.
25 марта 1925 года в Риме композитор сочетался браком на Изиде Марциани. Его брак оказался несчастливым и бездетным. В 1927 году Риччителли написал оперу «Мадонна Оретта», премьера которой состоялась только 4 февраля 1932 года в Римском оперном театре. Оркестром дирижировал Габриэле Сантини. Ещё при жизни композитора его музыкальные произведения транслировались по радио.
После очень короткой болезни, отягощённой сложным материальным положением, композитор умер 27 марта 1941 года в Джулианове, где и был похоронен. В последние годы он работал над комической оперой «Капитан Фракасс», на основе одноимённого романа Теофиля Готье. Сочинение осталось незаконченным. Имя композитора носят улицы в Терамо, Белланте и Сант-Эджидьо-алла-Вибрата. С 1978 года Концертное общество Терамо также носит имя Примо Риччителли.